# 1656
Năm 1656 (số La Mã: MDCLVI) là một năm nhuận bắt đầu từ ngày thứ bảy trong lịch Gregory (hoặc một năm nhuận bắt đầu từ ngày thứ ba của lịch Julius chậm hơn 10 ngày).

## Sự kiện

### Tháng 4
- Chiến dịch Tuyền Châu tại Phúc Kiến.